# Rendez-vous in Lapland

De ligging van Noorwegen in Europa.

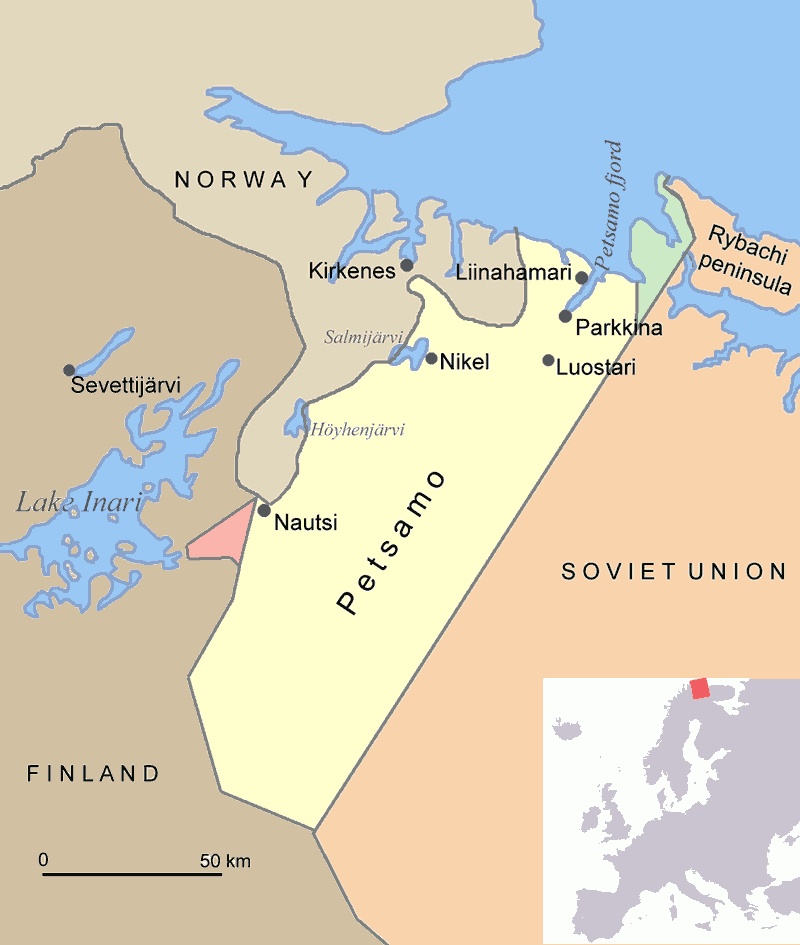
De ligging van het Noorse Kirkenes, vlak bij de Russische grens.

Rendez-vous in Lapland is een spionageroman van auteur Gérard de Villiers en is het 33e deel uit de S.A.S.-reeks met als protagonist de Oostenrijkse prins en freelance CIA-agent Malko Linge.

## Het verhaal
Een in Israël woonachtig, voormalig KGB-agent wordt door de autoriteiten van de Sovjet-Unie teruggeroepen naar Moskou. Op de Zweedse luchthaven Arlanda nabij Stockholm wordt zowel hij als zijn gezin gevangengenomen door een kidonteam van de Mossad. Oganian weet samen met zijn vrouw te ontsnappen maar bij de ontsnappingspoging komt zijn dochter jammerlijk om het leven.
De Mossad en de CIA zijn zeer geïnteresseerd in Oganian omdat hij op de hoogte is van alle details van een Russisch spionnennetwerk in Israël. De Rus weet te ontsnappen naar het Noorse dorp Kirkenes.
Malko komt hem echter met behulp van Mathilda Larsen, een Noorse geheim agente, op het spoor. Malko moet contact met Organian weten te leggen voordat deze of de vlakbijgelegen Russische grens weet te passeren of door de Israëlische Mossad voor eeuwig het zwijgen wordt opgelegd.

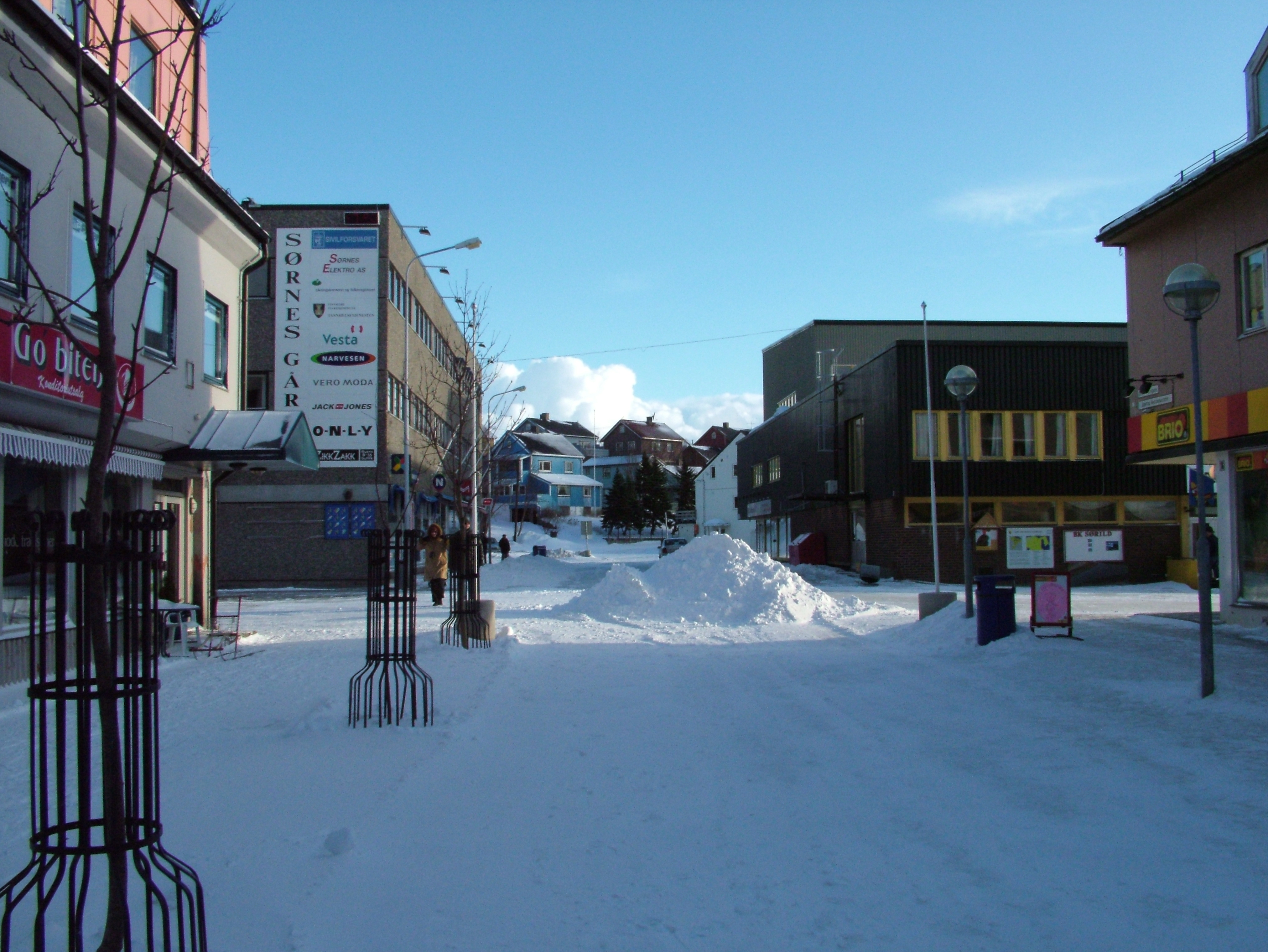
Kirkenes in de winter.

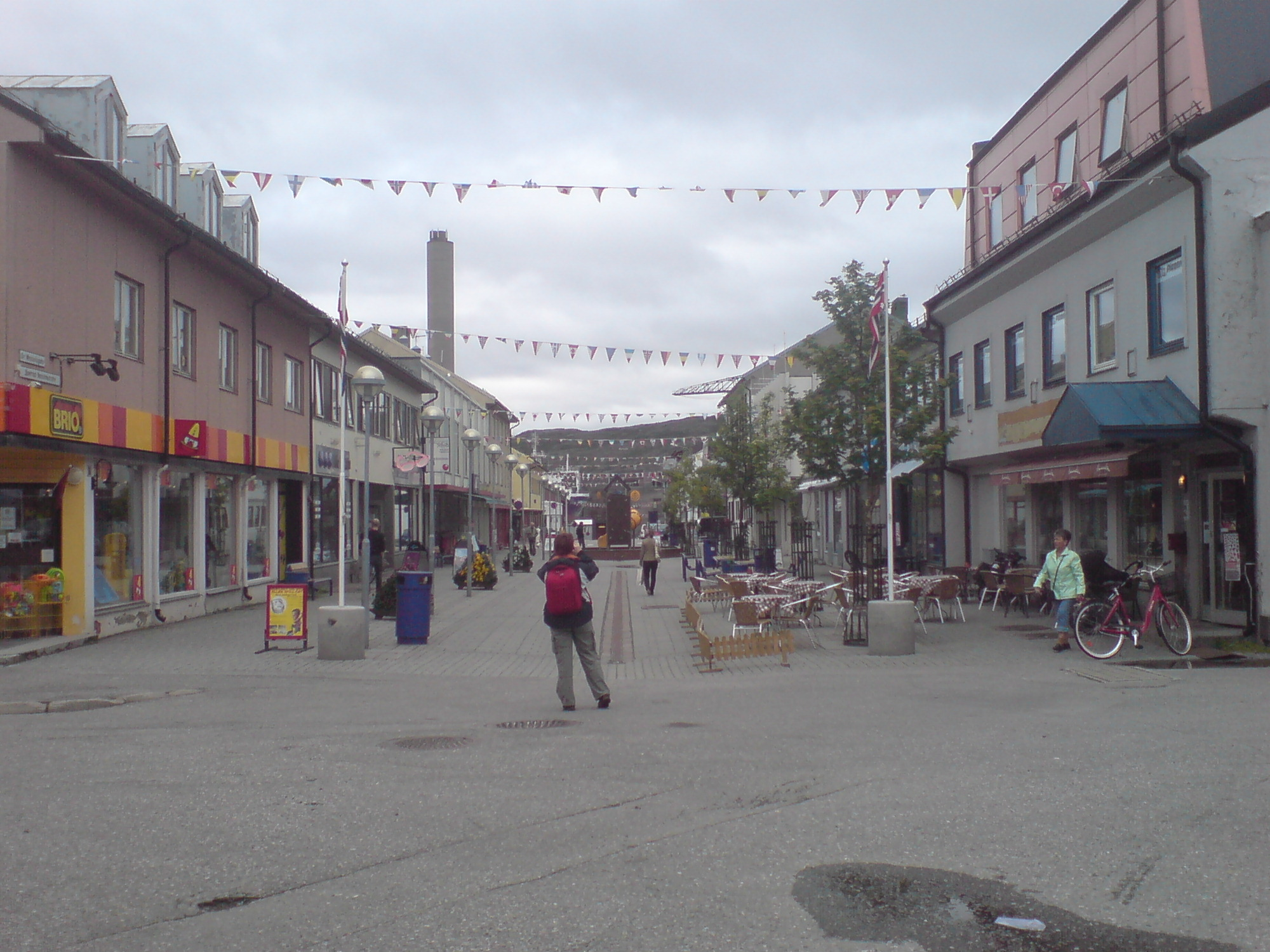
De hoofdstraat van Kirkenes.

## Personages
- Malko Linge, een Oostenrijkse prins en CIA-agent;
- Elko Krisantem, de bediende en huismeester van Malko en voormalig Turks huurmoordenaar;
- Valeri Leonid Oganian, een voormalig geheim agent van de KGB;
- Mathilda Larsen, een geheim agente van de Noorse geheime dienst.